# Nikolas I Eshaya
Nikolas Yaqob Eshaya (o Zaya) (Khosrowa, ... – Khosrowa, 1855) è stato eparca coadiutore di Salmas e patriarca della Chiesa caldea con il nome di Nikolas I.

## Biografia
Nativo di Khosrowa nel nord della Persia, alunno del collegio di Propaganda Fide a Roma, fu ordinato sacerdote intorno al 1830 e consacrato vescovo coadiutore di Salmas nel 1836. La Santa Sede, volendo evitare che la famiglia di Yukhannan VIII Hormizd continuasse nella tradizione secolare di eleggere un familiare al trono patriarcale, con bolla del 25 settembre 1838 nominò Nikolas Eshaya vicario patriarcale con diritto di successione. Ma l'anziano patriarca era già morto il 14 agosto precedente, per cui, quando arrivò la notifica della sua nomina, Eshaya si trovò ad essere il nuovo patriarca della Chiesa caldea, cosa che dispiacque a molti vescovi caldei, che si vedevano privati del loro diritto di elettori. La famiglia di Yukhannan Hormizd rinunciò all'antico privilegio, che deteneva dal XV secolo e che aveva dato alla Chiesa d'Oriente 15 patriarchi dal 1437. Il nuovo patriarca fu confermato dalla Santa Sede il 27 aprile 1840.
Osteggiato da più parti, in particolare da alcuni vescovi dissidenti, accusato di appropriazione indebita di beni del patriarcato, ed addirittura di condotta immorale e disdicevole, Eshaya, nel maggio del 1847, rinunciò al patriarcato, lasciò Mosul e si ritirò nella sua Khosrowa, dove morì nel 1855.

## Genealogia episcopale
La genealogia episcopale è:
- Patriarca Eliya XI Denha
- Patriarca Yukhannan VIII Hormizd
- Patriarca Nikolas I Eshaya